# Carinascincus ocellatus
Carinascincus ocellatus — вид сцинкоподібних ящірок родини сцинкових (Scincidae). Ендемік Австралії.

## Поширення і екологія
Carinascincus ocellatus мешкають на Тасманії (за винятком заходу острова), а також на островах Фюрно у східній частині Бассової протоки. Вони живуть в помірних лісах і рідколіссях, в чагарникових заростях і пустищах в рівнинних і субальпійських районах та у кам'янистих місцевостях, ховаються в тріщинах серед скель, під корою та серед повалених дерев. Зустрічаються на висоті від 40 до 1000 м над рівнем моря. Живородні, самиці щороку народжують від 1 до 7 дитинчат.